# 1928年アムステルダムオリンピックの南アフリカ選手団
1928年アムステルダムオリンピックの南アフリカ選手団（1928ねんアムステルダムオリンピックのみなみアフリカせんしゅだん）は、1928年7月28日から8月12日にかけてオランダのアムステルダムで開催された1928年アムステルダムオリンピックの南アフリカ選手団、およびその競技結果。

## 概要
今大会は金メダル1個、銅メダル2個の合計3個のメダルを獲得した。

## メダル
| メダル | 選手名                 | 競技 | 種目             |
| ------ | ---------------------- | ---- | ---------------- |
| 金     | シドニー・アトキンソン | 陸上 | 男子110mハードル |